# Mireille Clapot
Pour les articles homonymes, voir Clapot.
Mireille Clapot, née le 14 octobre 1963 à Belley (Ain), est une femme politique française. Membre de En Commun!, elle est députée dans la première circonscription de la Drôme de 2017 à 2024, sous les couleurs d'En Marche puis apparentée Renaissance.
Elle est nommée membre du Collège de l'Autorité de régulation des communications électroniques, des postes et de la distribution de la presse en octobre 2024.

## Biographie

### Situation personnelle
Née le 14 octobre 1963 à Belley, Mireille Clapot est ingénieure diplômée de l'École centrale Paris en 1985, puis s'établit en 1990 à La Roche-de-Glun (département de la Drôme). Elle est également titulaire d'une maîtrise de littérature comparée. Elle est mère de trois enfants.

### Carrière professionnelle
Elle travaille pendant vingt-cinq ans dans plusieurs entreprises industrielles de la région Rhône-Alpes, d'abord dans des fonctions marketing : chez Bonnet Cuisines à Villefranche-sur-Saône, BSN Emballage (désormais Owens-Illinois) à Villeurbanne, Markem Imaje à Bourg-lès-Valence, Pavailler à Portes-lès-Valence. Rejoignant la fonction achats « miroir de la relation client/fournisseur », elle exerce des responsabilités achats chez Thalès Avionics, puis à la Direction achats de la SNCF à Lyon. Directrice RH et opérations chez Decalog à Guilherand Granges, elle rejoint la ville de Valence en 2007 comme responsable des achats. À partir de 2013, elle est directrice du développement et des relations entreprises à l’École centrale de Lyon. Elle quitte ses fonctions professionnelles au début de son mandat de députée, en 2017.
En octobre 2024, elle est nommée membre du Collège de l'ARCEP, Autorité administrative indépendante de régulation des telecoms, des services postaux, de la distribution de la presse, et du cloud.

### Engagement associatif et politique
Engagée depuis 1990 à Amnesty International, elle reconnaît « devoir sa formation intellectuelle à cette organisation de lutte pour les droits de l'homme »[réf. nécessaire], bien que ne partageant pas toutes ses positions. Elle co-fonde, en 1992, l'association Drôme-Néva-Volga, association d'amitié franco-russe. En 2015, elle fonde l'association Mobili-Tain-Tournon, qui œuvre pour la mobilité sur le territoire de l'Hermitage Tournonais (désormais Arche Agglo), dans ses trois composantes : mobilité physique (déplacements, avec la promotion d'une navette fluviale Tain/Tournon) ; virtuelle, avec l'accès au numérique ; intellectuelle, avec l'accès à la culture.
Elle exerce des fonctions au sein du PS de la Drôme, sur le canton de Tain-l'Hermitage. Elle est la collaboratrice d'Alain Maurice (PS) à la mairie de Valence et au sein de Valence Agglo Sud Rhône-Alpes de 2009 à 2013.

### Députée

#### Election
Après avoir adhéré à La République en marche au début de l'année 2017, elle est élue députée lors des élections législatives de 2017 dans la première circonscription de la Drôme, avec 56,89 % des voix au second tour face au candidat LR Bertrand Ract-Madoux.

#### Fonctions et actions à l’Assemblée nationale
Elle est à l'origine, en juillet 2018, de la loi visant à lutter contre les rodéos sauvages motorisés. Le texte permet de caractériser l'infraction afin de confisquer le véhicule et de sanctionner les auteurs en comparution immédiate. Co-rapporteure de la mission d'information « Le droit des femmes à l'international », elle publie en avril 2018 le rapport d'information « 100 propositions pour une diplomatie féministe ».
Le 24 avril 2018, elle se rend à Istanbul afin de commémorer le génocide arménien. Publiant, à cette occasion, une vidéo sur son compte Twitter dans laquelle elle compare sa situation à celle d'une migrante, elle suscite de nombreux commentaires sur les réseaux sociaux.
En juillet 2019, à l'occasion de la remise en jeu des postes au sein de la majorité, elle se porte candidate à la vice-présidence de l'Assemblée.
Avec les députés Hugues Renson, Jacques Maire et Barbara Pompili, elle participe, durant le printemps 2020, à la constitution d'un courant interne au groupe LREM, baptisé « En Commun », qui voit le jour sous forme d'association le 22 mai. Mireille Clapot en devient la trésorière[réf. nécessaire].
Le 29 juin 2022, elle est réélue avec 54,42 % des voix sous l'étiquette Ensemble (majorité présidentielle) face au candidat de la Nupes, Karim Chkeri.
Elle est présidente de la Commission supérieure du Numérique et des Postes (CSNP) du 11 février 2021 au 27 février 2024, date à laquelle elle en devient 1re vice-présidente. Durant ces trois années, elle coordonne de nombreux rapports et travaux publiés sur le site csnp.fr/avis : sécurité numérique, inclusion numérique, souveraineté, communs numériques... Elle est rapporteure de l'avis de la CSNP Pour mieux encadrer l'usage de l'intelligence artificielle, publié le 17 janvier 2024.
En avril 2023, elle officialise son rattachement comme apparentée au groupe Renaissance à l'Assemblée nationale, aux côtés de Barbara Pompili (remplacée par Ingrid Dordain), Stella Dupont et Cécile Rilhac.
Candidate à un nouveau mandat lors des élections législatives anticipées de 2024, elle est éliminée dès le premier tour en terminant à la quatrième place avec 16,62 % des voix.

### Prise de position
En septembre 2019, avec d'autres députés de l'aile gauche du groupe LREM, elle signe une tribune appelant à répartir les migrants dans les zones rurales en pénurie de main-d'œuvre.
Lors du vote de la prolongation de l'état d'urgence sanitaire, en mai 2020, elle défend un amendement en faveur du rapprochement des couples séparés par le confinement, finalement rejeté.
Le 2 mars 2021, Mireille Clapot, soutenue par En Commun!, décide de saisir la Défenseure des droits contre la décision du maire LR de Valence de supprimer certaines aides municipales pour « les familles de délinquants ». « C'est une atteinte aux droits de l'enfant. Nous nous opposons aux sanctions collectives pour un comportement individuel. Le principe de libre administration des collectivités n'est pas synonyme d'arbitraire », a fait valoir la députée.
Le 19 décembre 2023, Mireille Clapot vote contre le texte sur l'immigration issu de la commission mixte paritaire (CMP). Elle fait partie des 59 parlementaires membres de la coalition présidentielle à ne pas avoir voté pour le projet de loi immigration.

## Publication
- Mireille Clapot, De l'île Diomède, j'édifierai ce pont, ThoT, 2018 (roman)
- Mireille Clapot, Quatre dames, Editions ThoT, 2020 (roman)
- Mireille Clapot, Le dompteur du Loup-Sentier au Liban, Les Impliqués, 2024 (roman)[24]